# Grodzisk Mazowiecki
Ne doit pas être confondu avec Grodzisk Wielkopolski.
Pour les articles homonymes, voir Grodzisk.
Grodzisk Mazowiecki (prononciation : [ˈɡrɔd͡ʑisk mazɔˈvʲɛt͡skʲi]) est une ville polonaise du powiat de Grodzisk Mazowiecki de la voïvodie de Mazovie dans le centre de la Pologne.
Elle est située à environ 30 km au sud-ouest de Varsovie, la capitale de la Pologne.
Elle forme une gmina urbaine et est le siège administratif de la gmina de Grodzisk Mazowiecki et du powiat de Grodzisk Mazowiecki.

## Histoire
Établie comme village, Grodzisk Mazowiecki reçoit le statut de ville en 1522.
De 1975 à 1998, la ville appartenait administrativement à la voïvodie de Varsovie.

## Relations internationales

### Jumelage
La ville de Grodzisk Mazowiecki est jumelée avec:
- Autriche - Weiz
- Lituanie - Šiauliai
- Lituanie - Radviliškis
- Monténégro - Danilovgrad
- Belgique - Aywaille

## Personnalités
- Grzegorz Knapski (1561-1638), jésuite, lexicographe et linguiste, est né à Grodzisk Mazowiecki.
- Miguel Najdorf
- Tadeusz Baird
- Marian Woronin